# Naadia Sheriff
Naadia Sheriff (* um 1988) ist eine britische Jazzmusikerin (Piano).
Sheriff studierte an der Guildhall School of Music and Drama in den Bereichen Klassisches und Jazz-Piano.
Mit ihrem eigenen Quartett nahm sie das Album Gnarly Hymn (2010) auf; auch gehörte sie zu Yazz Ahmeds Family Hafla und ist auf dessen Album La Saboteuse zu hören. Weiterhin ist sie Mitglied im The London Jazz Orchestra (mit Alec Dankworth und Paul Clarvis). Seit 2013 leitet sie die Band der Sängerin Kate Dimbleby und richtet deren Shows musikalisch ein. Gemeinsam mit Dimbleby hatte sie einen Auftritt in dem Film Blood unter der Regie von Nick Murphy. Sie konzertierte sowohl beim London Jazz Festival als auch beim JazzFest Berlin. Als Theatermusikerin war Sheriff musikalische Leiterin in verschiedenen Produktionen. Auch trat sie 2016 mit Hermeto Pascoal auf. Zu hören ist sie auch auf Yazz Ahmeds Album A Paradise in the Hold (2025).